# حارث شنشل طليع سنيد الحارثي
حارث شنشل طليع سنيد الحارثي وهو عضو في مجلس النواب العراقي ويمثل مكون الطائفة المندائية.
شارك في الانتخابات التشريعية العراقية عام 2014 بقائمة تحمل اسمه وبالرقم 295.
ورد اسمه ضمن قائمة المرشحين لتولي منصب رئيس جمهورية العراق في عام 2014.

## روابط خارجية
- أخبار النائب حارث شنشل طليع الحارثي في موقع مجلس النواب العراقي